# Aloe plicatilis

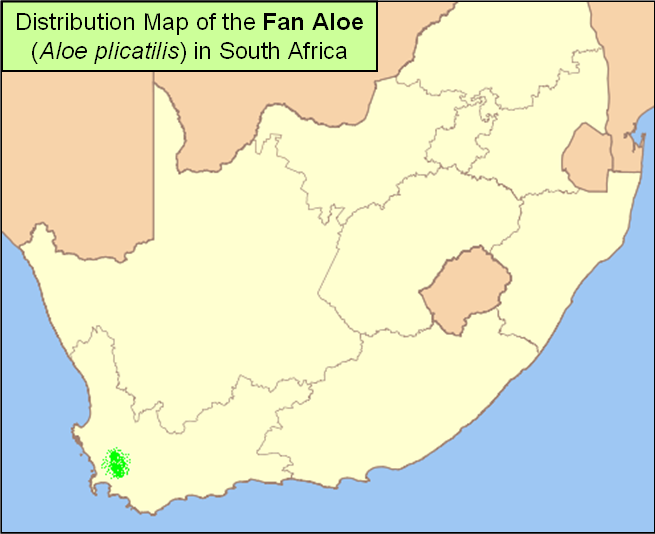
Verbreitungsgebiet

Aloe plicatilis ist eine Pflanzenart der Gattung der Aloen in der Unterfamilie der Affodillgewächse (Asphodeloideae). Das Artepitheton plicatilis stammt aus dem Lateinischen, bedeutet ‚faltbar‘ und verweist auf die fächerartige Anordnung der Blätter.

## Beschreibung

### Vegetative Merkmale
Aloe plicatilis wächst stammbildend und verzweigt dichotom von weit unten am Stamm. Die aufrechten Stämme erreichen eine Länge von bis zu 5 Meter und verfügen über ein atypisches Dickenwachstum. Die etwa zwölf bis 16 linealischen bis bandförmigen Laubblätter sind zweizeilig an den Zweigen angeordnet. Ihre trübgrüne bis glauk-grüne Blattspreite ist 30 Zentimeter lang und 4 Zentimeter breit. Die Blattoberfläche ist glatt. Im oberen Drittel des Blattrandes sind winzige Zähne vorhanden oder sie fehlen dort gelegentlich fast.

### Blütenstände und Blüten
Der einfache Blütenstand erreicht eine Länge von bis zu 50 Zentimeter. Die lockeren, zylindrischen und leicht spitz zulaufenden Trauben sind 15 bis 25 Zentimeter lang. Sie bestehen aus 25 bis 30 Blüten. Die eiförmig-deltoiden Brakteen weisen eine Länge von 6 bis 8 Millimeter auf. Die zylindrischen, scharlachroten Blüten stehen an 10 Millimeter langen Blütenstielen. Die Blüten sind bis zu 55 Millimeter lang und an ihrer Basis gerundet. Oberhalb des Fruchtknotens sind die Blüten nicht verengt. Ihre äußeren Perigonblätter sind auf einer Länge von etwa 18 Millimetern nicht miteinander verwachsen. Die Staubblätter und der Griffel ragen 2 bis 5 Millimeter aus der Blüte heraus.

### Genetik
Die Chromosomenzahl beträgt {\displaystyle 2n=14}.

## Systematik und Verbreitung
Aloe plicatilis ist in der südafrikanischen Provinz Westkap auf steilen, südwestlich ausgerichteten Hängen und felsigen Gebieten mit hohen Niederschlägen im Winter in Höhen von 1000 bis 1400 Metern verbreitet.
Die Erstbeschreibung als Aloe disticha var. plicatilis durch Carl von Linné in Species Plantarum wurde 1753 veröffentlicht. Nicolaas Laurens Burman erhob die Varietät 1768 in den Rang einer Art.
Synonyme sind Rhipidodendrum plicatile L. (Haw.) (1821), Aloe linguaeformis L.f. (1782), Aloe tripetala Medik. (1783), Aloe lingua Thunb. (1785), Kumara disticha Medik. (1786), Rhipidodendrum distichum (Medik.) Willd. (1811), Aloe flabelliformis Salisb. (1796) und Aloe plicatilis var. major Salm-Dyck (1817).
Aufgrund neuerer phylogenetischer Untersuchungen schlugen Olwen Megan Grace und Mitarbeiter Anfang 2013 vor die Gattung Kumara Medik. (1786) mit der einzigen Art Kumara disticha wieder anzuerkennen.

## Nachweise